# Leszek Pisz
Leszek Pisz (* 18. Dezember 1966 in Dębica, Polen) ist ein ehemaliger polnischer Fußballspieler.
Pisz spielte in Polen hauptsächlich für den Hauptstadt-Klub Legia Warschau. 1996 wagte er den Schritt ins Ausland, nach Griechenland. Hier spielte er insgesamt sechs Saisons lang für PAOK Saloniki, AO Kavala und Paniliakos Pyrgos, bevor er 2001 seine Karriere in Polen bei Śląsk Wrocław und im Amateurbereich bei Pogoń Staszów ausklingen ließ.
Von 1990 bis 1996 absolvierte Pisz für die polnische Nationalmannschaft 14 A-Länderspiele, in denen er 1-mal traf.
Im Jahr 1995 wurde der Nationalspieler als Fußballer des Jahres in Polen ausgezeichnet.
Sein Bruder Mieczysław Pisz war ebenfalls Fußballer und errang 1990 bei Legia Warschau zusammen mit Leszek den Polnischen Pokal.

## Erfolge
- Polnischer Meister (1994, 1995)
- Polnischer Pokalsieger (1989, 1990, 1994, 1995)
- Polnischer Supercupsieger (1990, 1995)
- Polens Fußballer des Jahres (1995)

| Personendaten    | Personendaten             |
| ---------------- | ------------------------- |
| NAME             | Pisz, Leszek              |
| KURZBESCHREIBUNG | polnischer Fußballspieler |
| GEBURTSDATUM     | 18. Dezember 1966         |
| GEBURTSORT       | Dębica                    |